# Athletic Club Praha
Lo Athletic Club Praha, abbreviato AC Praha, è stata una delle più antiche società calcistiche ceche con sede nella città di Praga. Ha partecipato al primo torneo ufficiale boemo-moravo, nel 1896. Nel 1902, dopo aver partecipato al campionato, si è sciolta.

## Storia
Nel 1891 viene fondato il club più antico della Boemia, l'Athletic Club Praga. Solo alcuni anni dopo alcuni membri scontenti della società fondano il Vinohrady AC, dal quale a sua volta si formerà lo Sparta Praga, una delle squadre più forti della Cecoslovacchia prima e della Repubblica Ceca poi.